# غار کنت

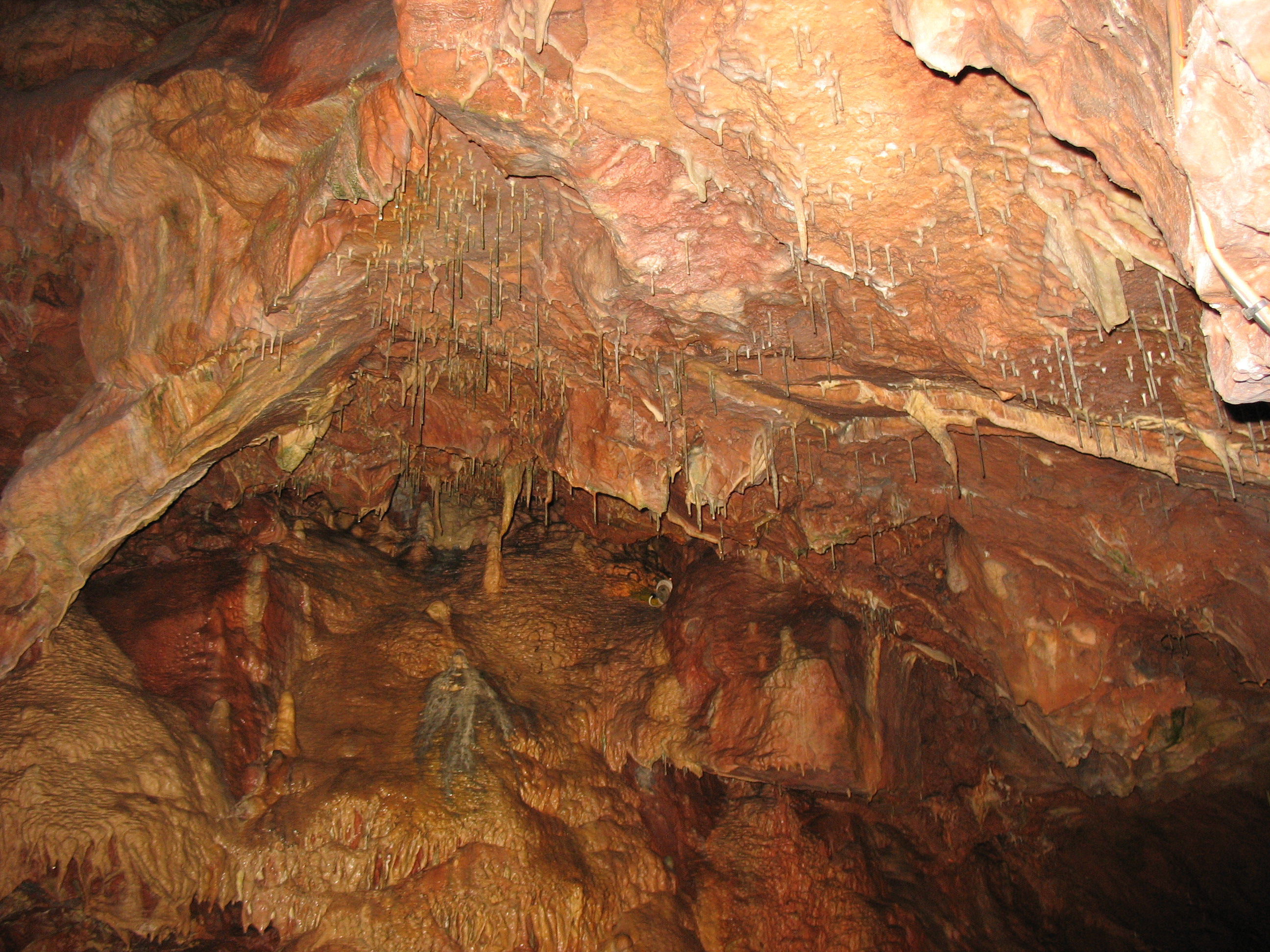
سقف غار کنت در تورکوامی در انگلیس نویسنده: Jcg2006 تاریخ ضبط: 11 آوریل 2006 منبع: self-photographed

غار کنت در نزدیک تورکوامی انگلستان واقع شده است و منبع کسب اطلاعات بسیار در مورد انسان عصر پالئولتیک می‌باشد.